# Lydiadas von Megalopolis
Lydiadas von Megalopolis (altgriechisch Λυδιάδας Lydiádas, gestorben 227 v. Chr.) war ein griechischer Staatsmann und Heerführer.
Zunächst war er ab 242 v. Chr. Tyrann seiner Heimatstadt Megalopolis auf der Peloponnes. Den Berichten des Polybios und Plutarch zufolge verzichtete Lydiadas im Jahre 234 v. Chr. freiwillig auf seine Herrschaft über Megalopolis, das sich dem Achaiischen Bund anschloss. Dieser bestimmte daraufhin Lydiadas zu seinem Strategen, ein Amt, in dem sich Lydiadas bis 229 v. Chr. mit Aratos von Sikyon ablöste. In dieser Zeit war der Bund in Kämpfe mit dem makedonischen König Demetrios II. verwickelt, der schließlich 229 v. Chr. fiel. Lydiadas diente auch in der Folge als Heerführer dem Achaiischen Bund und kam 227 v. Chr. in der Schlacht von Ladokeia gegen die Spartaner unter Kleomenes III. ums Leben.